# Adam Lazarowicz
Adam Kalikst Łukasz Lazarowicz ps. Klamra, Pomorski, Kleszcz, Zygmunt, Jadzik, Grot, Orczyk, Gwóźdź, Aleksander (ur. 14 października 1902 w Berezowicy Małej, zm. 1 marca 1951 w Warszawie) – major piechoty Polskich Sił Zbrojnych, żołnierz SZP, ZWZ i AK oraz Zrzeszenia WiN, zastępca prezesa IV Zarządu Głównego Zrzeszenia WiN, działacz zbrojnego podziemia niepodległościowego. W 2013 awansowany pośmiertnie na stopień podpułkownika.

## Życiorys

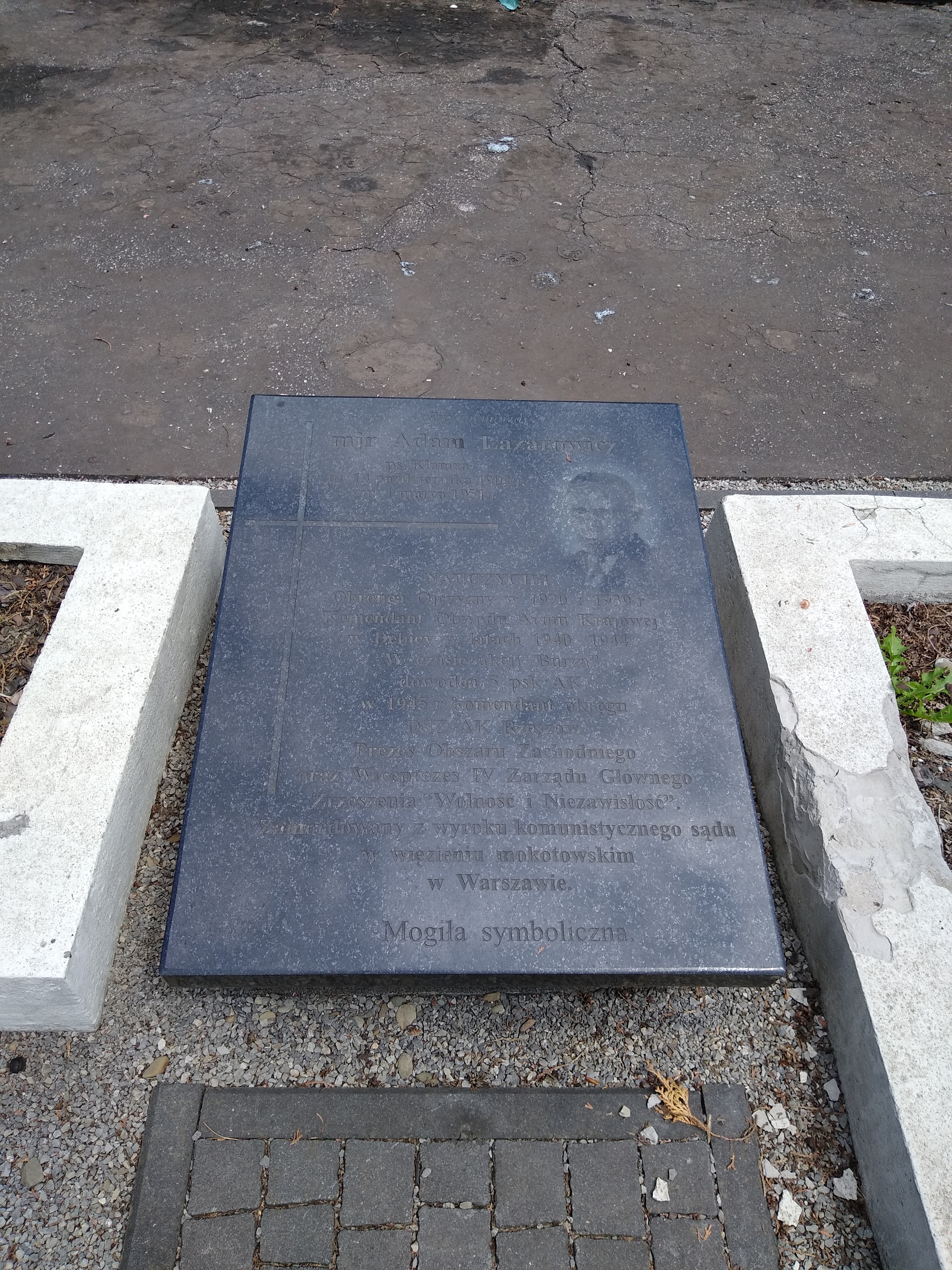
Grób symboliczny Adama Lazarowicza na cmentarzu wojskowym w Dębicy

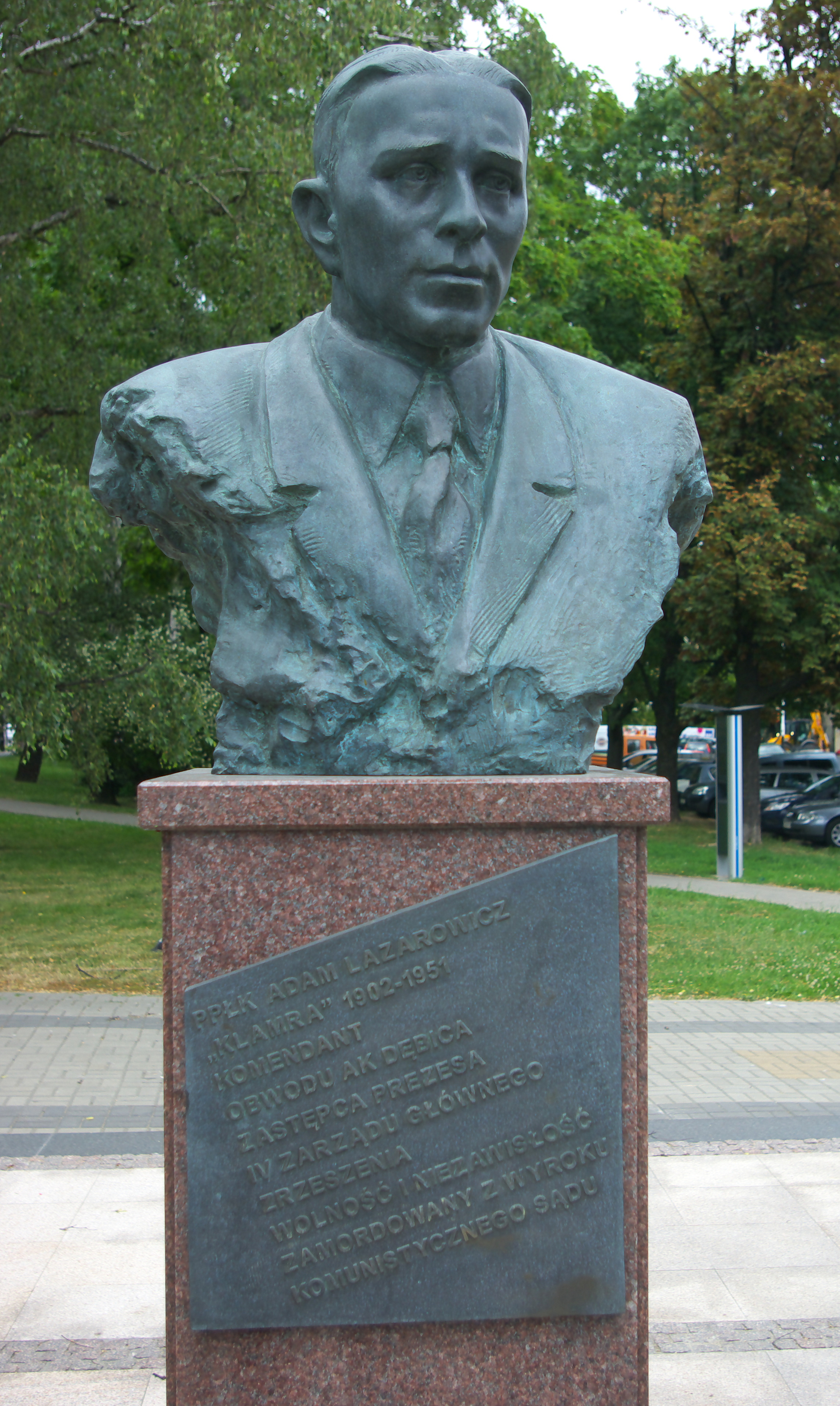
Popiersie Adama Lazarowicza w ramach Pomnika Żołnierzy Wyklętych w Rzeszowie

Był synem Franciszka Lazarowicza i Wandy z domu Ojak. W roku szkolnym rozpoczął naukę I klasie Gimnazjum w Zbarażu. W 1919 wstąpił na ochotnika do odrodzonego Wojska Polskiego i walczył z Ukraińcami na Wołyniu. Następnie rozpoczął naukę w Państwowym Gimnazjum im. Króla Stanisława Leszczyńskiego w Jaśle, w którym 1921 ukończył VIII klasę i zdał maturę. W 1920 ponownie zgłosił się do WP i wziął udział w wojnie z bolszewikami. Walczył w rejonie miejscowości Chorzele, został ranny w walkach pod Ostrołęką. Po zakończeniu działań wojennych powrócił do gimnazjum, w którym w 1921 zdał maturę. Następnie podjął studia na Wydziale Historii Uniwersytetu Jagiellońskiego w Krakowie (1922–1927). W 1931 ukończył kurs podchorążych rezerwy piechoty. Z dniem 1 września 1931 mianowany został podporucznikiem rezerwy piechoty. W 1934 w tym stopniu został zweryfikowany z lokatą 392 w korpusie oficerów piechoty i posiadał przydział mobilizacyjny do 20 pułku piechoty Ziemi Krakowskiej. W 1936 otrzymał awans do stopnia porucznika. Z powodu choroby został zwolniony z wojska. Od 1935 był kierownikiem szkoły w Gumniskach-Fox.
Podczas kampanii wrześniowej 1939 zmobilizowany i wyznaczony na stanowisko ostatniego komendanta miasta Dębica. Po ewakuacji garnizonu przyłączył się do jednostek walczących w rejonie Rawy Ruskiej; dowodził kompanią.
W październiku 1939 wrócił do Gumnisk koło Dębicy, gdzie ponownie objął funkcję kierownika szkoły. 17 listopada przystąpił do działalności konspiracyjnej w szeregach Służby Zwycięstwu Polski, a następnie Związku Walki Zbrojnej. W 1940 został komendantem placówki, a następnie w lipcu tego roku Obwodu Dębica ZWZ-AK; stał na jego czele aż do wiosny 1944. W tym czasie dokonał znacznej jego rozbudowy. Przeniósł komendę Obwodu z miasta na wieś, do Gumnisk. Komendy tej Niemcom do zakończenia wojny nie udało się wykryć. Powołał 10 nowych placówek ZWZ na terenie powiatu, m.in. w Dębicy o krypt. „Działo”, w Pilźnie – „Pocisk”, w Ropczycach – „Ropa” i „Rakieta” oraz inne w różnych miejscowościach. Obwód Dębica pod jego komendą osiągnął najwyższy poziom organizacyjny, wyszkolenia i gotowości bojowej z wszystkich obwodów Inspektoratu Rzeszów AK. W 1943 dostał awans do stopnia kapitana, a rok później – majora. Jego największym sukcesem był współudział w rozpracowaniu niemieckiej broni rakietowej V-2 na poligonie doświadczalnym Heidelager w rejonie miejscowości Blizna koło Dębicy. 1 stycznia 1944 przyjął od inspektora rzeszowskiego kpt. Łukasza Cieplińskiego sztandar Inspektoratu jako komendant najlepszego z obwodów. Od 1 czerwca do odcięcia linią frontu po 23 lipca 1944 sprawował funkcję pierwszego zastępcy szefa Inspektoratu Rzeszów AK kpt. Cieplińskiego. W czasie akcji „Burza” w Obwodzie Dębica, która trwała od 28 lipca do 23 sierpnia 1944, dowodził 5 pułkiem strzelców konnych AK, liczącym 1258 ludzi. Za pomoc wojskom sowieckim otrzymał Order Czerwonej Gwiazdy, ale go nie przyjął.
Pod koniec lutego 1945 przybył do Rzeszowa, gdzie odjeżdżający do Krakowa mjr. Ciepliński przekazał mu komendę Inspektoratu Rzeszów AK z zadaniem likwidacji struktur do maja. W porozumieniu z Cieplińskim Lazarowicz zbojkotował rozkaz komendanta Podokręgu Rzeszów AK, mjr. Stanisława Pieńkowskiego z 27 lutego 1945 o zmagazynowaniu posiadanej broni. Został rzeszowskim inspektorem organizacji NIE. Kierował Okręgiem Rzeszowskim, a następnie Okręgiem Wrocławskim WiN. W grudniu 1946 został mianowany zastępcą ppłk. Cieplińskiego jako Prezesa IV Zarządu Głównego WiN. 5 grudnia 1947 w Żninie został aresztowany przez UB. Po brutalnym śledztwie w październiku 1950 Wojskowy Sąd Rejonowy w Warszawie skazał go na 4-krotną karę śmierci i 33 lata pozbawienia wolności. 1 marca 1951 został zamordowany strzałem w tył głowy w więzieniu mokotowskim.
Jego syn Zbigniew (ur. 27 kwietnia 1925) dowodził plutonem AK podczas akcji „Burza”. Z kolei syn Zbigniewa Lazarowicza, a wnuk Adama Lazarowicza, Romuald (ur. 11 sierpnia 1953) należał do najaktywniejszych działaczy Solidarności Walczącej. Obaj potomkowie mjr. „Klamry” zamieszkali we Wrocławiu. Córka Adama Lazarowicza, Danuta (po mężu Iwan) działała w Armii Krajowej.

## Upamiętnienie
Grób symboliczny znajduje się na Cmentarzu Wojskowym na Powązkach w Warszawie w Kwaterze „Na Łączce”, jak również na Cmentarzu Wojskowym w Dębicy.
W 1992 Sąd Warszawskiego Okręgu Wojskowego w Warszawie wydał postanowienie unieważniające wyrok z 1951. Sąd nie miał wątpliwości, że działalność mjr. A. Lazarowicza miała na celu odzyskanie przez Polskę niepodległości.
Imieniem Adama Lazarowicza nazwano Publiczne Gimnazjum w Gumniskach, na budynku którego tablicę odsłonięto pamiątkową honorującą majora. W 2018, po likwidacji gimnazjum, imię to przejęła szkoła podstawowa w Gumniskach.
W Dębicy (mieście z rejonu działania majora) w 1993 nazwano ulicę imienia Adama Lazarowicza.
W 2009 ukazała się książka pt. „Klamra” – mój ojciec autorstwa Zbigniewa Lazarowicza. Na kanwie tej publikacji w 2013 powstał fabularyzowany film dokumentalny o Adamie Lazarowiczu pt. Klamra. W przedsionku śmierci (w rolę majora wcielił się aktor Mariusz Bonaszewski).
W dniu 1 marca 2013 z okazji obchodów Narodowego Dnia Pamięci Żołnierzy Wyklętych Minister Obrony Narodowej Tomasz Siemoniak awansował go pośmiertnie do stopnia podpułkownika.
Popiersie Adama Lazarowicza wchodzi w skład odsłoniętego 17 listopada 2013 Pomnika Żołnierzy Wyklętych w Rzeszowie.
W 2016 imieniem Adama Lazarowicza nazwano jedno z rond w Jaśle. 
W 2014 powstał film dokumentalny „WiN. Ostatnia Nadzieja” w reżyserii Sławomira S. Górskiego poświęcony m.in. postaci Adama Lazarowicza „Klamry”. Film  zdobył nagrodę specjalną na Festiwalu Filmów w Niepokalanowie 2015. W tym samym roku zdobył prestiżową Nagrodę Główną – Złoty Opornik – VII Festiwal Filmów Dokumentalnych „Niepokorni, Niezłomni, Wyklęci”, Gdynia 2015. 

## Odznaczenia
1 marca 2010, wraz z trójką innych żołnierzy wyklętych straconych tego samego dnia co on, Józefem Batorym, Franciszkiem Błażejem i Mieczysławem Kawalcem, został pośmiertnie odznaczony przez Prezydenta RP Lecha Kaczyńskiego za wybitne zasługi dla niepodległości Rzeczypospolitej Polskiej Krzyżem Wielkim Orderu Odrodzenia Polski.